# プシェヴォドゥフ
プシェヴォドゥフ（ポーランド語: Przewodów）は、ポーランド東部ルブリン県フルビェシュフ郡のグミナ・ドウホビチュフにある村。グミナ・ドウホビチュフの行政中心地である。1975年から1998年まではザモシチ県に属しており、1999年1月1日の地方行政区画の改正に伴いルブリン県の所属になった。2021年現在の人口は413人。

## 歴史
現在のプシェヴォドゥフ地域には鉄器時代末期よりも前から人々が定住しており、プシェヴォルスク文化を築いていた。6世紀以降はスラブ人が居住していたことが、墓の発見により示されている。この村の名前が初めて文献に登場したのは1403年であり、「Przewodow」として言及された。1448年から1486年にかけては「Przewodowo」や「Przeuodow」という表記も見られる。この地名の由来は、カミエン川の支流であり村内を流れるプシェウォダ川という説が有力である。他には、ウクライナ語の「perevid」（人工的な溝）の呼称「przewód」が元になっているという説もある 。
14世紀、プシェヴォドゥフの村はベルズ公国に属していた。その後ポーランド王国に編入されると、大地主ベネディクト・ラザノフスキの所有地として、新たに設置されたベルズ県に組み込まれた。ラテン教会のジェプリン小教区に属し、住民は主にラテン教会に帰依する農民であった。1435年、ベルツの城主ヤン・マギエル（文献には「マギエラ」表記もある）がラザノフスキ家からこの村を買収した。15世紀後半にアンジェイ・マギエラが継承し、1554年までマギエラの一族が村を所有した。1554年、マギエルフ・セシニョフスカ（ミコワイ・マギエラの娘）の相続人ゾフィア・セシニョフスカは、この村をベルツ総督アンジェイ・デンボウスキに売却した。1564年当時、村内に8ワン（およそ134.4ヘクタール）の農地があった。
ポーランド分割後、プシェヴォドゥフはハプスブルク家が創設したガリツィア・ロドメリア王国の一部となった。1828年には村に荘園があった。1880年、この村には120戸682人の住民がおり、その中にはカトリック教徒数十人も含まれていた。1890年の調査では人口は736人に増えている。
19世紀から20世紀にかけて、プシェヴォドゥフは自治体としての機能を持ち、村落地区と荘園地区で構成されていた。面積比は村落地区のほうがやや大きく、人口の大部分は村落地区に居住していた。村の総面積は1,205ヘクタールで、うち100ヘクタールが森林におおわれていた。当時、村はベルズ司法区の管内にあり、ソカル郡に属していた。村には民衆学校とギリシャ・カトリック教会があり、憲兵も駐屯していた。ローマ・カトリック教会の教区としてはジニャティン教区、東方カトリック教会の教区としてはリスキ教区に属し、ユダヤ教徒はベルズのコミュニティーに属した。
1921年の国勢調査（当時のプシェヴォドゥフはリヴィウ県ソカリ郡に属していた）では、140戸737人の住民がおり、うち34人がユダヤ人、658人がウクライナ人であった。1947年の記録として、プシェヴォドゥフの地域でウクライナ蜂起軍の活動に関するデータが残されている。ポーランド人民共和国の時代、この村には4,572ヘクタールの面積を持つ国営農場があった。黄土とチェルノーゼムからなる非常に上質な土壌であり、近隣6つの町（ビャウィストク、リピナ、マイダン、ミツフ、セトニキ、ヴァシルフ）にも農場があり、輸送基地・修繕基地も設けられていた.。
この村は行政上、1975年から1998年までザモシチ県に属していた。1981年から1986年にかけて聖アルベルタ協会が建設され、1988年には同名の小教区が置かれた。

### ミサイル着弾事故
2022年11月15日、ウクライナで続く戦争の中でロシア連邦軍は、ウクライナ各地の主要都市を標的とした大規模なミサイル攻撃を行った。このような状況下で同日の夜、村にロシア製と思われるミサイルが着弾し、2名が死亡した。その後、着弾したミサイルについてポーランド・ウクライナ国境近くにあるウクライナ側の電力施設を狙ったロシアのミサイル攻撃に対して、ウクライナ軍が迎撃のために発射したS-300ミサイルだったとの可能性が浮上し、ポーランドのアンジェイ・ドゥダ大統領は、ロシアによる意図的な攻撃ではなく「不運な出来事」であったと発表した。このあとポーランド外務省はミサイルがロシア製であったと発表、翌16日にはNATOのイェンス・ストルテンベルグ事務総長が意図的な攻撃やロシアによるNATOへの軍事行動の兆候を否定したうえでウクライナの迎撃ミサイルの公算が大きいという認識を示しつつ、最終的な責任は戦争を始めたロシア側にあると強調した。